# Rangea
A Rangea egy páfránylevélre emlékeztető, hatrétű szimmetriát mutató élőlény az Ediakara korból. A Rangeomorpha típusneme. Összesen hat fajt írtak le a nemből, de jelenleg csak a Rangea schneiderhoehni tekintettetik érvényesnek közülük:
- R. brevior Gürich 1933 = R. schneiderhoehni.
- R. arborea Glaessner et Wade, 1966 = Charniodiscus arboreus.
- R. grandis Glaessner et Wade, 1966 = Glassnerina grandis = Charnia masoni.
- R. longa Glaessner et Wade, 1966 = Charniodiscus longus.
- R. sibirica Sokolov, 1972 = Charnia sibirica = Charnia masoni.

A Rangea schneiderhoehni fosszíliáit a Kanies és a Kliphoek tagokban találták meg a Dabis alakulatban, Namíbiában, valamint a Nudaus alakulatban. Ezek a lerakódások mintegy 548 millió évesek. További Rangea fosszíliák ismeretesek az orosz arhangelszki területről, valamint Ausztráliából. Ezek kora 558 és 555 millió év közé esik.

A vizsgálatok szerint a Rangea szesszilis (helytülő) életmódot folytatott.

## Fordítás
- Ez a szócikk részben vagy egészben  a   Rangea című angol Wikipédia-szócikk ezen változatának fordításán alapul.  Az eredeti cikk szerkesztőit annak laptörténete sorolja fel. Ez a jelzés csupán a megfogalmazás eredetét és a szerzői jogokat jelzi, nem szolgál a cikkben szereplő információk forrásmegjelöléseként.